# チロ・フェラーラ
チロ・フェラーラ（Ciro Ferrara, 1967年2月11日 - ）は、イタリア・ナポリ出身の元サッカー選手、サッカー指導者。現役時代のポジションはディフェンダー。

## 経歴
子供の頃のアイドルはディノ・ゾフで、遊びではよく、GKとしてプレーしていた。13歳の時、MFとして、サルヴァトル・ローザのトライアルを受けて、本格的にサッカーを始めた。そこでコーチからDFへとコンバートされた。1981年にグルメーゼへと売却されたが、家から遠す過ぎたことから、1度トレーニングに参加しただけで退団。その後ナポリのトライアルを受けて合格し、ナポリのユースへと入団した。この時、ナポリには同姓同名の選手が居たため、それぞれにニックネームが付けられ、ウリ・シュティーリケに由来する、シュティーリケというニックネームをで呼ばれていた。

### 現役時代
1984-85シーズン、トップチームへと呼ばれ、何度か試合でベンチ入りしていたが、1985年5月5日、ユヴェントスとの試合でデビューを果たし、ズビグニェフ・ボニエクと対峙、ユヴェントスを0点に抑えた。1985-86シーズンは、リーグ戦14試合に出場した。1986-87シーズン、1986年10月5日のトリノ戦において、プロ初得点を決めた。この年、レギュラーに定着して、28試合に出場、リーグ初優勝とコッパ・イタリア制覇の立役者の一人となった。1987年6月10日、アルゼンチンとの親善試合に出場してイタリア代表デビューし、ディエゴ・マラドーナのいるチームに3-1で勝利した。1988年の欧州選手権では、メンバー入りを果たすも、出場機会は与えれなかった。1988-89シーズンにはUEFAカップを制し、1989-90シーズンに2度目のリーグ優勝を飾ったが、地元開催のワールドカップイタリア大会では、3位決定戦にフル出場したのみに終わった。1990-91シーズン、スーペルコッパ・イタリアーナで優勝したが、このシーズン終盤、マラドーナがチームを去りると、以降、キャプテンを受け継いだ。1991-92シーズンはクラウディオ・ラニエリ監督の指揮下、優勝争いに絡むなど、リーグ4位、UEFAカップの出場権を確保した。カレッカ、ジャンフランコ・ゾラらが退団したが、1993-94シーズンはマルチェロ・リッピ監督指揮下、リーグ6位と、UEFAカップの出場権は確保した。ナポリでは、公式戦通算319試合に出場し、15得点。
1994年夏、ナポリからユヴェントスに引き抜かれたリッピ監督は、フェラーラの獲得を就任の条件に要求した。この時、ASローマやパルマに移籍する可能性もあったが、ユヴェントスへの移籍を選択した。ここでは、これまで務めてきた、フルバックのポジションでも起用されたが、次第にセンターバックとして起用されることが多くなった。1994-95シーズン、移籍後すぐにチームの守備の中心となり、9期振りのリーグ優勝とカップ制覇の2冠に貢献した。1995-96シーズンのUEFAチャンピオンズリーグ決勝、アヤックス戦のPK戦では、一人目のPKキッカーを務めて、PKを成功させ、優勝を果たした。しかし、怪我により、6月のユーロを戦う、イタリア代表のメンバーから外れた。1996-97シーズンから加入した、パオロ・モンテーロと強固なセンターバックのコンビを組み、このシーズン、トヨタカップとリーグ優勝を果たした。1997-98シーズン、チームはリーグ優勝を果たすも、レッチェ戦で怪我を負い、最後の数か月戦線を離脱した。これにより、チャンピオンズリーグ決勝のレアル・マドリードも欠場、チームは0-1で敗れた。1998年のワールドカップフランス大会は大会前の怪我により出場を逃した。2000年、ユーロが代表として、最後のメジャー大会となった。代表チームでは、通算49試合に出場した。1997-98シーズン以降、3年連続で無冠が続いたが、2001-02シーズンには自身6度目（ナポリ時代を含む）のスクデット獲得を果たした。2005年5月15日のパルマ戦でセリエAでは通算500試合出場を達成、この試合が現役最後の試合ともなった。
ナポリで活躍したディエゴ・マラドーナとは親友である。ロッカールームに置き忘れてあったマラドーナのスパイクを拝借し、チャリティオークションに出品したことがある。

### 指導者へ
引退後、2006年からユヴェントスの下部組織の責任者を務めた。また、2006 FIFAワールドカップでは技術スタッフとしてイタリア代表に帯同し、イタリア代表の優勝をサポートした。また、2008年7月にマルチェロ・リッピがイタリア代表監督に復帰してからは再度、技術スタッフとして帯同していたが（ユヴェントスの下部組織責任者との兼任）、後述のユヴェントスの監督就任により、2009年6月にイタリアサッカー連盟との契約を解除した。
2009年5月にユヴェントス前監督クラウディオ・ラニエリの解任により、臨時ではあるが自身初の監督に就任し、采配初戦となったACシエナ戦では、3-0で勝利し、6試合勝利から遠のいていたチームに久々の勝利をもたらした。最終節SSラツィオ戦でも勝利し、チームを2位に導いた。この2試合の采配により、シーズン終了後にクラブと2年間の契約を交わした。
2009-2010シーズン、チームはグループリーグの時点でUEFAチャンピオンズリーグ敗退が決まり、リーグでも8試合で5敗と低迷。コッパ・イタリアのインテル戦で負けた後に解任された。
2010年10月、U-21イタリア代表の監督に就任した。2012年7月、U-21イタリア代表監督を辞任し、UCサンプドリアの監督に就任したが、12月に成績不振のため解任された。
2016年、武漢卓爾足球倶楽部の監督に就任した。

## 個人成績

### クラブでの成績
| クラブ成績       | クラブ成績       | クラブ成績       | 国内リーグ | 国内リーグ | 国内カップ | 国内カップ | UEFA大会 | UEFA大会 | その他 | その他 | 合計 | 合計   |
| シーズン         | クラブ           | リーグ           | 出場       | ゴール     | 出場       | ゴール     | 出場     | ゴール   | 出場   | ゴール | 出場 | ゴール |
| ---------------- | ---------------- | ---------------- | ---------- | ---------- | ---------- | ---------- | -------- | -------- | ------ | ------ | ---- | ------ |
| 1984–85          | ナポリ           | セリエA          | 2          | 0          | 0          | 0          | -        | -        | -      | -      | 2    | 0      |
| 1985–86          | ナポリ           | セリエA          | 14         | 0          | 2          | 0          | -        | -        | -      | -      | 16   | 0      |
| 1986–87          | ナポリ           | セリエA          | 28         | 2          | 8          | 0          | 2        | 0        | -      | -      | 38   | 2      |
| 1987–88          | ナポリ           | セリエA          | 23         | 1          | 7          | 0          | 2        | 0        | -      | -      | 32   | 1      |
| 1988–89          | ナポリ           | セリエA          | 27         | 0          | 8          | 0          | 12       | 1        | -      | -      | 47   | 1      |
| 1989–90          | ナポリ           | セリエA          | 33         | 0          | 6          | 0          | 6        | 0        | -      | -      | 45   | 0      |
| 1990–91          | ナポリ           | セリエA          | 29         | 2          | 8          | 2          | 3        | 0        | 1      | 0      | 41   | 4      |
| 1991–92          | ナポリ           | セリエA          | 32         | 1          | 2          | 0          | -        | -        | -      | -      | 34   | 1      |
| 1992–93          | ナポリ           | セリエA          | 31         | 4          | 5          | 0          | 3        | 0        | -      | -      | 39   | 4      |
| 1993–94          | ナポリ           | セリエA          | 28         | 2          | 0          | 0          | -        | -        | -      | -      | 28   | 2      |
| ナポリ時代       | ナポリ時代       | ナポリ時代       | 247        | 12         | 46         | 2          | 28       | 1        | 1      | 0      | 322  | 15     |
| 1994–95          | ユヴェントス     | セリエA          | 33         | 1          | 7          | 0          | 9        | 1        | -      | -      | 49   | 2      |
| 1995–96          | ユヴェントス     | セリエA          | 31         | 3          | 1          | 0          | 9        | 0        | 1      | 0      | 42   | 3      |
| 1996–97          | ユヴェントス     | セリエA          | 32         | 4          | 3          | 0          | 11       | 0        | 2      | 1      | 48   | 5      |
| 1997–98          | ユヴェントス     | セリエA          | 17         | 1          | 2          | 0          | 5        | 0        | 1      | 0      | 25   | 1      |
| 1998–99          | ユヴェントス     | セリエA          | 18         | 0          | 2          | 1          | 3        | 0        | 0      | 0      | 23   | 1      |
| 1999–00          | ユヴェントス     | セリエA          | 31         | 1          | 1          | 0          | 9        | 0        | -      | -      | 41   | 1      |
| 2000–01          | ユヴェントス     | セリエA          | 23         | 1          | 1          | 0          | 6        | 0        | -      | -      | 30   | 1      |
| 2001–02          | ユヴェントス     | セリエA          | 22         | 3          | 4          | 1          | 4        | 0        | -      | -      | 30   | 4      |
| 2002–03          | ユヴェントス     | セリエA          | 25         | 0          | 0          | 0          | 12       | 1        | 0      | 0      | 37   | 1      |
| 2003–04          | ユヴェントス     | セリエA          | 17         | 1          | 4          | 0          | 4        | 0        | 1      | 0      | 26   | 1      |
| 2004–05          | ユヴェントス     | セリエA          | 4          | 0          | 1          | 0          | 0        | 0        | -      | -      | 5    | 0      |
| ユヴェントス時代 | ユヴェントス時代 | ユヴェントス時代 | 253        | 15         | 26         | 2          | 72       | 2        | 6      | 1      | 358  | 20     |
| 通算             | 通算             | 通算             | 500        | 27         | 72         | 4          | 100      | 3        | 7      | 1      | 680  | 35     |

### 代表での成績
出典
| イタリア代表 | 国際Aマッチ | 国際Aマッチ |
| 年           | 出場        | 得点        |
| ------------ | ----------- | ----------- |
| 1987         | 3           | 0           |
| 1988         | 4           | 0           |
| 1989         | 7           | 0           |
| 1990         | 5           | 0           |
| 1991         | 6           | 0           |
| 1992         | 0           | 0           |
| 1993         | 0           | 0           |
| 1994         | 0           | 0           |
| 1995         | 6           | 0           |
| 1996         | 4           | 0           |
| 1997         | 8           | 0           |
| 1998         | 1           | 0           |
| 1999         | 1           | 0           |
| 2000         | 4           | 0           |
| 通算         | 49          | 0           |

## 監督成績
2017年5月23日現在
| ユヴェントス | 2009年 | 2010年 | 30 | 15 | 5 | 10 | 050.00 |
| サンプドリア | 2012年 | 2012年 | 15 | 5  | 3 | 7  | 033.33 |
| 武漢卓爾     | 2016年 | 2017年 | 16 | 8  | 1 | 7  | 050.00 |
| 合計         | 合計   | 合計   | 61 | 28 | 9 | 24 | 045.90 |

## 獲得タイトル
SSCナポリ
- セリエA:2回（1986-87、1989-90）
- コッパ・イタリア:1回（1986-87）
- スーペルコッパ・イタリアーナ:1回（1990）
- UEFAカップ:1回（1988-89）

ユヴェントスFC
- セリエA:5回（1994-95、1996-97、1997-98、2001-02、2002-03）
- コッパ・イタリア:1回（1994-95）
- スーペルコッパ・イタリアーナ:4回（1995、1997、2002、2003）
- UEFAチャンピオンズリーグ:1回（1995-96）
- UEFAスーパーカップ:1回（1996）
- UEFAインタートトカップ:1回（1999）
- インターコンチネンタルカップ (トヨタカップ):1回（1996）

個人
- ヨーロピアン・スポーツ・メディア年間最優秀チーム:1回（1996-97）
- パッローネ・ダルジェント:1回（2003）

## 栄誉
イタリア共和国功労勲章
 カヴァリエーレ（1991）
 ウッフィチャーレ（2000）